# Susanne Wendland

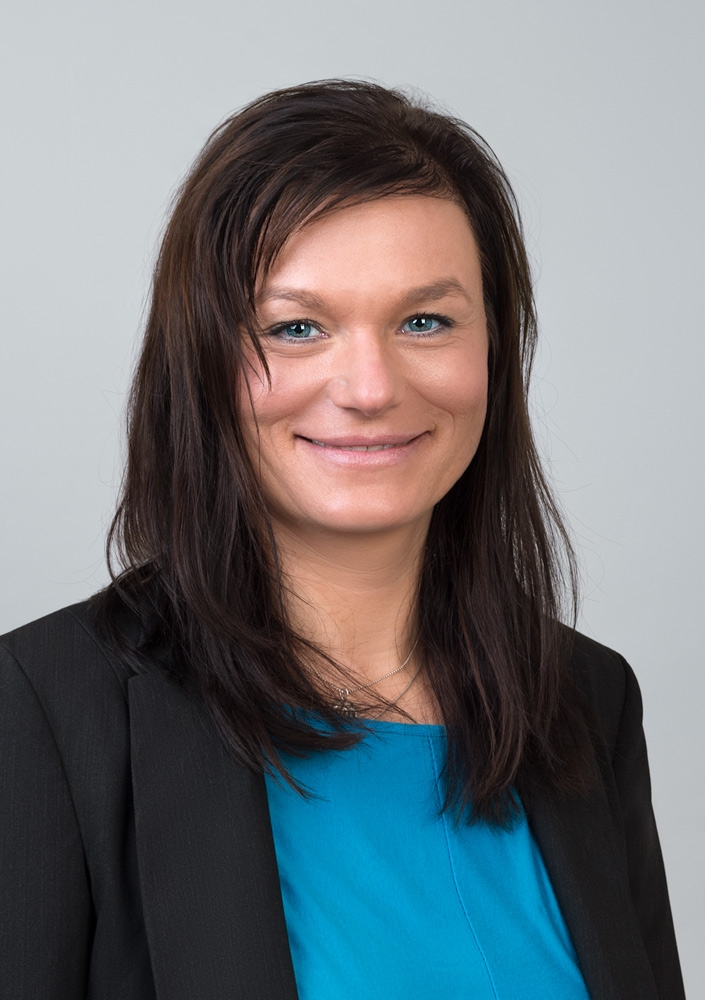
Susanne Wendland (2015)

Susanne Wendland (* 18. Februar 1977 in Rudolstadt) ist eine deutsche Politikerin (BGE, zuvor Bündnis 90/Die Grünen) und war bis 2019 Mitglied der Bremischen Bürgerschaft. Für die Bremer Grünen war sie sozialpolitische Sprecherin.

## Biografie

### Familie, Ausbildung und Beruf
Wendland erlebte als Zwölfjährige die Wende 1989 beim Widerstand auf der Straße. Als die Grenzen geöffnet wurden, zog sie mit ihrer Mutter in den Westen, nach Bremerhaven-Lehe. Dort machte sie ihr Abitur am Geschwister Scholl-Gymnasium.
Bei der BLG absolvierte sie eine Berufsausbildung zur Speditionskauffrau und war als Vorsitzende der Jugend- und Auszubildendenvertretung der BLG sowie bei der ÖTV-Jugend in Bremen aktiv.
Sie studierte Politikwissenschaft und Sozialpädagogik an der Universität Bremen. Nach ihrem Studium war sie Referentin im Bereich der politischen und außerschulischen Bildung, arbeitete als wissenschaftliche Mitarbeiterin in Lehre und Forschung und erhielt im Mai 2010 ein Promotionsstipendium der Universität Bremen. Sie qualifizierte sich zur Beteiligungsmoderatorin für Kinder und Jugendliche.
Sie wohnt seit 2009 im Bremer Stadtteil Neustadt.

### Politik
Wendland engagierte sich im Stadtteil Bremerhaven-Lehe für eine Verbesserung der Lebenssituation benachteiligter Jugendliche im Beteiligungsprojekt Stadtteilcafé. Für den Arbeitskreis (AK) Freie ModeratorInnen war sie von 2005 bis 2009 Delegierte des Jugendhilfeausschusses für den Unterausschuss Beteiligungsrechte für Kinder und Jugendliche. Von 2007 bis 2009 war sie aktiv im AK Vielfalt gegen Rechtsextremismus des DGB Bremerhaven. Während dieser Zeit war sie auch Mitglied im Jugendhilfeausschuss für die Grünen in Bremerhaven. Von November 2009 bis November 2011 war sie Mitglied des Landesvorstands der Bremer Grünen, von 2009 bis Mai 2017 war sie Sprecherin der Landesarbeitsgemeinschaft Sozialpolitik. Sie ist im Mai 2017 aus der Partei die Grünen ausgetreten.
Seit 2011, mit Beginn der 18. Wahlperiode, war Wendland Mitglied der Bremischen Bürgerschaft. Aufgrund ihrer Herkunft aus dem sozialen Brennpunkt Bremerhaven-Lehe verfolgte sie das Ziel, als Sprecherin für Sozialpolitik diese Aspekte verstärkt in die politische Arbeit der Grünen einzubringen.
Sie war Mitglied in der Deputation für Soziales, Kinder und Jugend sowie im Haushalts- und Finanzausschuss, Rechnungsprüfungsausschuss, Landesjugendhilfeausschuss, und vertreten im Ausschuss für Integration, Bundes- und Europaangelegenheiten, internationale Kontakte und Entwicklungszusammenarbeit, Ausschuss für die Gleichstellung der Frau, Betriebsausschuss KiTa Bremen, Betriebsausschuss Werkstatt Bremen, Petitionsausschuss (Stadt).
Im Mai 2017 trat Wendland aus politischen Gründen aus Fraktion und Partei der Grünen aus, wodurch die Regierungsmehrheit der rot-grünen Koalition in der Bremischen Bürgerschaft auf einen Sitz schrumpfte. Da Wendland ihr Mandat nicht zurückgab, war sie seither fraktionslose Abgeordnete in der Bürgerschaft; außerdem war sie im Ausschuss für die „Erhöhung der Wahlbeteiligung und Weiterentwicklung des Wahlrechts“.